# Dolná Seč
Dolná Seč este o comună slovacă, aflată în districtul Levice din regiunea Nitra. Localitatea se află la altitudinea de 155 m deasupra n.m., se întinde pe o suprafață de 8,78 km2 și în 2017 număra 478 de locuitori.

## Istoric
Localitatea Dolná Seč este atestată documentar din 1310.

## Demografie
| An:                | 1994 | 2004   | 2014   | 2024    |
| ------------------ | ---- | ------ | ------ | ------- |
| Număr de persoane: | 420  | 446    | 454    | 566     |
| Diferență:         |      | +6,19% | +1,79% | +24,66% |

| An:                | 2023 | 2024   |
| ------------------ | ---- | ------ |
| Număr de persoane: | 558  | 566    |
| Diferență:         |      | +1,43% |